# 사동항 (울진군)
사동항(沙洞港)은 경상북도 울진군 기성면 사동리에 위치한 어항이다. 1971년 12월 21일 국가어항으로 지정되었다. 관리청은 해양수산부 동해어업관리단, 관리청은 울진군수이다.

## 어항 연혁
- 1986년 기본시설에 대한 계획을 수립하고, 1991년에는 항내매몰방지대책을 수립했으며, 1996년 기본시설을 완공했다.[1]

## 어항 구역
사동항의 어항구역은 다음과 같다.
- 수역: 부락 북측 방파제 기부에서 정동으로 500m지점과 이점에서 정남으로 육지와 연결한 선을 따라 형성된 공유수면[2]
- 육역: 경상북도 울진군 기성면 사동리 289-1 외 8필지(상세내역은 생략)[3]

## 주요 어종
사동항의 주요 어종은 오징어, 가자미, 멍게 등이다.

## 여행 정보
- 사동항은 여름의 우기와 겨울의 건기가 뚜렷하게 나타나는 항으로 오징어를 주로 잡으며 멍게를 양식한다. 새해 아침 오산 앞바다 수평선에서 장엄하게 솟아오르는 해는 감동을 안겨주기에 충분하며 주변에 펼쳐진 해송들은 밀려오는 파도와 함께 장관을 이룬다. 또한 해양레져 스포츠의 천국으로 자연을 벗삼아 다양한 스포츠를 즐길 수 있다.[4]